# عمود طبقاتي

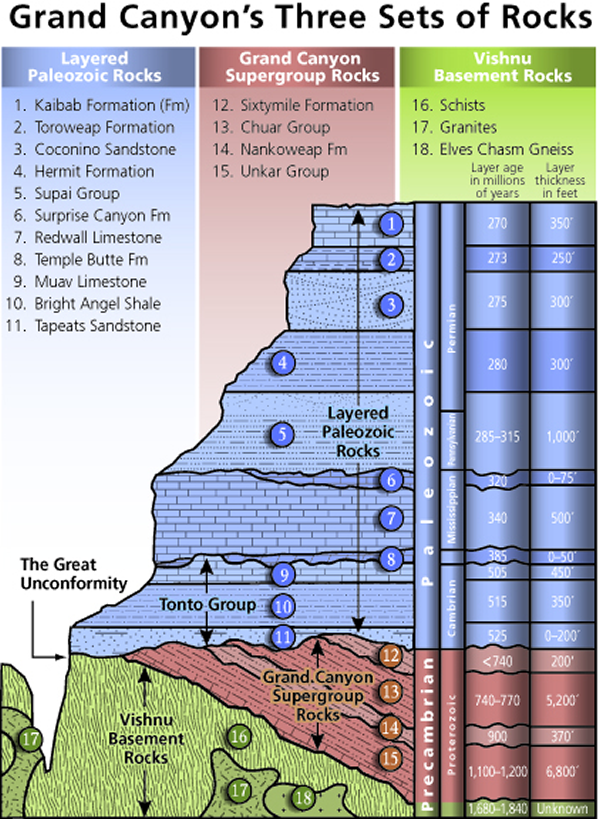
عمود الطبقات من جراند كانيون بولاية أريزونا في الولايات المتحدة.

العمود الطبقاتي هو تمثيل يُستخدم في الجيولوجيا ومجالها الفرعي علم وصف طبقات الأرض وذلك لوصف الموقع العمودي لوحدات الصخور في منطقة معينة.
ويوضح العمود الطبقاتي النموذجي تسلسل الصخور الرسوبية حيث توجد الصخور القديمة في الأسفل والأحدث على القمة.
وفي المناطق الأكثر تعقيدًا من الناحية الجيولوجية، مثل تلك التي تحتوي على الصخور المتداخلة والفوالق والتحول أو أحدهما، نجد أنه لا تزال الأعمدة الطبقاتية تشير إلى المواقع المتعلقة بهذه الوحدات بالنسبة إلى بعضها البعض. وعلى الرغم من ذلك، في هذه الحالات يجب أن يكون العمود الطبقاتي إما عمود بنائي وفيه تكون الوحدات متكدسة فيما يتعلق بكيفية ملاحظتها في المجال حيث تحرّكت بفعل الفوالق أو أن يكون عمود زمن وفيه تتكدس الوحدات من أجل تكوينها وكلاهما يوضح أيضًا الخصائص الحجرية لوحدات الصخور.